# دریاچه پویانگ
دریاچه پویانگ (به چینی: 鄱阳湖، پین یین: Poyang Hu، وید جایلز: P’o-yang Hu) بزرگترین دریاچهٔ آب شیرین در چین است که در شمال استان جیانگ‌شی واقع در جنوب شرقی چین و در فرورفتگی‌ای در جنوب رود یانگ تسه قرار دارد. این دریاچه توسط رودهای گوناگونی که در جیانگ‌شی جریان دارند تغذیه می‌شود که رود گان با حوضهٔ آبریزی که تقریباً تمامی این استان را در بر می‌گیرد مهمترین آنهاست. همچنین دریاچهٔ پویانگ از طریق کانالی به رود یانگ تسه متصل بوده و نقش سرریزگاهی طبیعی را برای این رودخانه ایفا می‌کند.

## مشخصات دریاچه
اندازه‌گیری دریاچهٔ پویانگ کار دشواری است زیرا این دریاچه خود از سیستمی از دریاچه‌ها و ماندابهای گوناگون تشکیل شده که با توجه به شرایط فصلی دستخوش تغییر می‌شوند. با این حال طول دریاچه از شمال تا جنوب آن ۱۵۰ تا ۱۷۰ کیلومتر و عرض آن از شرق تا غرب ۱۷ تا ۳۱ کیلومتر است و مساحتی پیرامون ۳٬۵۸۳ تا ۳٬۵۸۵ کیلومتر مربع را در بر می‌گیرد، هرچند که وجود اختلاف بین سطح لبریزشدن آب و سطح پایین آب کار اندازه‌گیری دقیق مساحت دریاچه را غیرممکن ساخته است. علاوه بر این مساحت دریاچه را در فصول بارانی پیرامون ۴٬۴۰۰ کیلومتر مربع و در فصول خشک پیرامون ۱۰۰۰ کیلومتر مربع اندازه‌گرفته‌اند. همچنین پویانگ از نظر ژرفا دریاچه‌ای کم‌عمق به‌شمار می‌رود. حداکثر ژرفا در این دریاچه ۲۵٬۱ متر و میانگین آن ۸٬۴ متر است. دریاچهٔ پویانگ در عین حال ۱۲ متر از سطح دریا ارتفاع دارد.
تمام منطقهٔ دریاچهٔ پویانگ در زمستان به یک مانداب بزرگ تبدیل می‌شود که توسط آبراه‌هایی قسمت‌بندی شده و تپه‌هایی نیز در آن دیده می‌شود. اما در فصل تابستان این منطقه پر از آب شده و تپه‌ها به جزیره‌هایی تبدیل می‌شوند. در عین حال حوضهٔ این دریاچه یکی از غنی‌ترین مناطق برای کشت برنج در چین را پدید آورده‌است. این دریاچه در عین حال توسط باریکه‌ای از خشکی به‌نام یینگ‌زیکو به دو بخش تقسیم شده که بخش شمالی آن را گاه دریاچهٔ لوشینگ و بخش جنوبی آن را که وسیعتر است گاه دریاچه زوتینگ یا گوان‌تینگ می‌نامند.

## عوامل تهدیدکننده
دریاچهٔ پویانگ در سده‌های اخیر از گل و لای پوشیده شده‌است و نانچانگ، مرکز جیانگشی که زمانی بر کرانه‌های دریاچه واقع بود امروزه در حدود ۲۴ کیلومتر از آن فاصله دارد. آلودگی، سیل، فرسایش و تخریب از دیگر مشکلات این دریاچه به‌شمار می‌روند. همچنین پویانگ در سال ۲۰۱۱ بزرگترین خشکسالی خود را که در ۶۰ سال اخیر بی‌سابقه بوده‌است تجربه کرده که این موضوع خود سبب بروز مشکلاتی از قبیل ترک‌خوردن زمین، خشک‌شدن برخی رودها و دریاچه‌ها، مرگ و میر ماهیان و کاهش شدید تولید برنج در محدودهٔ حوضهٔ دریاچهٔ پویانگ شده‌است. بنا بر گزارش ایستگاه آبشناسی شینگتزی، مساحت دریاچه به یک دهم اندازهٔ آن در سال ۲۰۱۰ کاهش یافته‌است. با این حال بارش فراوان باران در سوم ژوئن ۲۰۱۱ به وقوع سیلی انجامید که چندین دهکده را در طی یک روز نابود کرد و جان مردم بسیاری را گرفت.